# 韋弗利 (伊利諾伊州)
韋弗利（英語：Waverly）是一個位於美國伊利諾伊州摩根縣的城市。

## 地理
韋弗利的座標為39°35′34″N 89°57′09″W / 39.59278°N 89.95250°W，而該地的平均海拔高度為207米（即679英尺）。

## 人口
根據2010年美國人口普查的數據，韋弗利的面積為2.68平方千米，當中陸地面積為2.68平方千米，而水域面積為0.00平方千米。當地共有人口1307人，而人口密度為每平方千米487.69人。